# FETバイオセンサ
FETバイオセンサ (FETbiosensorまたはBio-FET) は、高感度化に加え小型化や集積化にも利点を有する電界効果トランジスタ(FET)を応用したバイオセンサーで、ゲート絶縁膜上に固定されたプローブ分子との特異的な相互作用に基づいて吸着した検出対象物質の電荷を電気信号へ変換する。

## 概要
既に1980年代から開発が進められていて、近年ようやく普及しつつある。イオン感応性電界効果トランジスタ(ISFET)の一形式で半導体素子である電界効果トランジスタのゲートを認識・検出場としており、その絶縁膜表面に吸着した検出対象物質の電荷を検出するデバイスで、抗体や糖鎖の固定化によるゲート絶縁膜表面の分子修飾によって、素子の基本設計の変更を伴わずに多様な測定条件下で電荷を有する生体関連物質の認識・検出が可能。また、従来のシリコンを利用する無機半導体だけでなく、プリンテッドエレクトロニクスによる有機電界効果トランジスタの使用も検討される。

## 構造
電界効果トランジスタのゲート絶縁膜上に固体されたプローブ分子との特異的な相互作用に基づく測定対象物質の吸着（あるいは結合）は，その電荷に起因するFETデバイスの電気信号（ドレイン電流－ゲート電圧特性の変化）として検出される。ISFETセンサに酵素膜を被覆して酵素反応により、H+のようなイオン種の濃度が膜内に増加するように素子を作成すれば、仮に試料中に挟雑物中が多くてもその酵素に特異性を持つ基質の濃度に比例した電気信号を得ることが可能となる。

## 用途
- 有害物質の検出
- セキュリティ
- 診断
- 健康管理

## 文献
- 中村通宏、「FETバイオセンサー」『高分子』 1983年 32巻 2号 p.100, doi:10.1295/kobunshi.32.100, 高分子学会
- 軽部征夫、「バイオマシンへの道－将来はサイボーグも－」『電気学会誌』 1994年 114巻 2号 p.91-93, doi:10.1541/ieejjournal.114.91, 電気学会
- 軽部征夫、「IV.バイオセンサ技術最前線」『電気学会誌』 1994年 114巻 2号 p.104-108, doi:10.1541/ieejjournal.114.104, 電気学会誌
- 秀島翔 (2011). Interfacial design of field effect transistor biosensor for protein determination [タンパク質定量検出用電界効果トランジスタバイオセンサの界面設計] (博士（工学） thesis). 甲第3318号. 早稲田大学. hdl:2065/36346. NAID 500000543009。